# مقاطعة روسكومون
مقاطعة روسكومون هي إحدى مقاطعات أيرلندا الستة والعشرين.

## روابط إيضافية
- Official site - County Council
- Tourism Information
- Tulsk Visitor Centre
- Map of Roscommon

## أعلام
- إدوارد روبنسون
- ويليام وايلد
- جون غتلي داوني
- كريستوفر جونز
- باول إيرلي